# فرناندو كاسترو (لاعب كرة قدم برازيلي)
فرناندو كاسترو هو لاعب كرة قدم برازيلي في مركز حراسة المرمى، ولد في 30 مارس 1997 في Orlândia ‏ في البرازيل. لعب مع نادي باهيا.

## وصلات خارجية
- فرناندو كاسترو (لاعب كرة قدم برازيلي) على موقع قاعدة بيانات كرة القدم.إي يو (الإنجليزية)
- فرناندو كاسترو (لاعب كرة قدم برازيلي) على موقع Soccerway.com (الإنجليزية)